# Vadims Romanovskis
Vadims Romanovskis (ur. 30 lipca 1978) – łotewski hokeista, reprezentant Łotwy.

## Kariera zawodnicza
- Dinamo Ryga
- Juniors Riga (1996–1997)
- Essamika Ogre (1997)
- Juniors Essamika Riga (1997)
- HC Riga (1997–1998)
- Liepājas Metalurgs (1999–2001)
- HK Riga 2000 (2001–2003)
- Asiago Hockey (2003–2004)
- HK Riga 2000 (2001–2003)
- HK Riga 2000 (2004–2005)
- TKH Toruń (2005–2006)
- HK Concept Riga (2008–2009)
- HK Ozolnieki/Monarhs (2009–2014)

Grał w klubach łotewskich w rodzimej lidze. Ponadto grał w lidze włoskiej. W sezonie 2005/2006 grał w ekstralidze polskiej w barwach drużyny z Torunia.
W barwach Łotwy uczestniczył w turniejach mistrzostw Europy juniorów Grupy C w 1995, 1996, mistrzostw świata juniorów Grupy B w 1997, mistrzostw świata w 2003, 2004 (Elita). W turnieju MŚ 4 kwietnia 2003 zdobył zwycięskiego gola w meczu przeciw Rosji, zakończonego wynikiem 2:1.

## Sukcesy i wyróżnienia

### Klubowe
- Srebrny medal mistrzostw Łotwy: 2001 z Metalurgs Lipawa, 2002, 2003 z HK Riga 2000, 2011, 2012 z HK Ozolnieki/Monarhs
- Srebrny medal mistrzostw Włoch: 2004 z Asiago
- Złoty medal mistrzostw Łotwy: 2005 z HK Riga 2000
- Puchar Polski: 2005 z TKH Toruń
- Brązowy medal mistrzostw Łotwy: 2010, 2013 z HK Ozolnieki/Monarhs

### Indywidualne
- Mistrzostwa Europy juniorów do lat 18 w hokeju na lodzie 1996#Grupa C:
  - Pierwsze miejsce w klasyfikacji strzelców turnieju: 9 goli
  - Drugie miejsce w klasyfikacji asystentów turnieju: 5 asyst
  - Pierwsze miejsce w klasyfikacji kanadyjskiej turnieju: 14 punktów[4]
- Ekstraliga łotewska 2002/2003:
  - Pierwsze miejsce w klasyfikacji strzelców